# رابرت کرکمن
رابرت کرکمن (به انگلیسی: Robert Kirkman) (زاده ۳۰ نوامبر ۱۹۷۸)؛ رمان‌نویس امریکایی که بیشتر با کتاب‌های کمیک مردگان متحرک و شکست ناپذیر شناخته می‌شود.

## زندگی شخصی
رابرت و همسرش در کنتاکی زندگی می‌کنند.پسر رابرت، پیتر پارکر کرکمن نام‌گذاری شده، که برگفته از کتاب‌های کمیک مرد عنکبوتی است.

### کمیک‌های که برای انتشارات image نوشته است
- شکست ناپذیر
- مردگان متحرک
- دزدی از دزد ها

### کمیک‌هایی که برای انتشارات مارول نوشته است
- ایکس من
- تیم مارول
- کاپیتان آمریکا